# La fratellanza (film 1968)
La fratellanza (The Brotherhood) è un film del 1968 diretto da Martin Ritt.
È un film drammatico statunitense ambientato nel mondo della mafia italoamericana con Kirk Douglas, Alex Cord e Irene Papas.

## Trama
Frank Ginetta, un siciliano americanizzato, ha ereditato il posto del padre, un potente boss mafioso che ha conquistato il potere dopo una lunga e sanguinosa lotta di mafia ed a sua volta ucciso. Egli ora fa parte del "Comitato" dell'organizzazione che decide sui più importanti affari del paese con grosse speculazioni e nello stesso tempo con sopraffazioni e delitti, nascondendosi dietro una facciata di legalità. Egli però è rimasto legato alla mentalità del padre e si oppone a tutte le nuove iniziative pericolose che il "Comitato" stesso vuole prendere; ciò lo pone in cattiva luce presso i suoi colleghi. La situazione si aggrava quando suo fratello Vince, tornato a New York dopo aver prestato servizio militare in Vietnam ed entrato nell'organizzazione come amministratore, cede alle richieste di Dominik Bertolo, il padre di sua moglie, approvando la nuova iniziativa che dovrebbe permettere al "Comitato" di dominare il campo dell'elettronica. Frank invano cerca di allontanare Vince dall'ambiente, per questo motivo litiga con lui e con Dom. Nel frattempo viene a sapere il nome dell'assassino di suo padre, oltre che di altri affiliati. Si tratta proprio del suocero del fratello. Frank riesce ad uccidere Dom, ma poi deve fuggire in Sicilia con la moglie Ida, per scampare alla vendetta della "famiglia". I boss di New York lanciano un ultimatum al fratello: o lui rintraccia il "traditore" e lo uccide oppure essi si rifaranno sulla moglie ed i figli. Il giovane, con la morte nel cuore, è costretto a sottostare.
Quindi Vince raggiunge in Italia il fratello, il quale capisce che questi è stato mandato dal "Comitato" per ucciderlo. Dopo una festa, Frank conduce Vince in un bosco e, dopo avergli fatto capire la necessità di compiere quello che gli hanno ordinato, si fa uccidere dal fratello.

## Produzione
Il film, diretto da Martin Ritt su una sceneggiatura di Lewis John Carlino, fu prodotto da Kirk Douglas per la Paramount Pictures tramite la Brotherhood Company e girato nei Filmways Studios a New York, a Palermo, a Godrano e una delle scene iniziali a Mezzojuso.

## Distribuzione
Il film fu distribuito con il titolo The Brotherhood negli Stati Uniti dal dicembre del 1968 al cinema dalla Paramount Pictures.
Alcune delle uscite internazionali sono state:
- in Canada nel dicembre del 1968 (Les frères siciliens)
- in Austria nel 1969 (Auftrag Mord)
- in Francia il 31 gennaio 1969
- in Germania Ovest il 28 febbraio 1969 (Auftrag Mord)
- in Finlandia il 18 aprile 1969 (Mafiaveljekset)
- in Svezia il 26 aprile 1969
- in Danimarca il 12 maggio 1969 (Mafia-brødrene)
- in Turchia il 26 gennaio 1970 (Kan dâvasi)
- in Brasile (A Irmandade)
- in Polonia (Braterstwo)
- in Portogallo (Dois Irmãos Sicilianos)
- in Spagna (Mafia)
- in Grecia (Santa mama)
- in Jugoslavia (Sicilijanska braca)
- in Ungheria (Testvérek)
- in Italia (La fratellanza)

## Promozione
La tagline è: "Honor. Loyalty. Betrayal.".

## Critica
Secondo il Morandini il film è un "truce melodramma mafioso giocato sopra le righe e zeppo di luoghi comuni, ma non privo di efficacia" e riesce a descrivere il passaggio della mafia da mero gruppo criminale ad organizzazione di potere anche politico. Secondo Leonard Maltin il film è un "racconto brillante sulla mafia in una fase di avvicendamento storico" che si può considerare un "antesignano de Il padrino".